# ACS-staten
De Landen in Afrika, het Caraïbisch gebied en de Stille Oceaan (ACS) vormen een groep landen die een speciale band hebben met de Europese Unie.

## Oorsprong

ACS-staten

De samenwerking tussen de landen van Afrika ten zuiden van de Sahara, de Caraïben en de Stille Oceaan (de ACS-landen) en de Europese Gemeenschappen (EG) dateert al van bij het ontstaan van de EG en vormt een bijzonder belangrijk aspect van het ontwikkelingsbeleid van de Europese Unie en van haar beleid inzake buitenlandse betrekkingen in het algemeen. Het Verdrag van Rome van 1957 tot oprichting van de Europese Economische Gemeenschap (EEG) vormde in een eerste fase de juridische grondslag van de samenwerking met deze groep landen (en ook met de landen en gebieden overzee (LGO), die destijds voor het grootste deel kolonies van bepaalde lidstaten waren).
De eerste en de tweede overeenkomst van Yaoundé tussen de Geassocieerde Afrikaanse Staten en Madagaskar (GASM) en de EEG, die respectievelijk in 1963 en 1969 werden ondertekend, vormden de eerste stap op weg naar de oprichting van het partnerschap.

### Overeenkomsten van Lomé
Sinds 1975 worden de betrekkingen tussen de ACS-landen en de EU geregeld door de Overeenkomsten van Lomé, die een nauw, diepgaand en complex partnerschap hebben gecreëerd. De samenwerking is toegespitst op twee belangrijke hoofdthema's, de economische en commerciële samenwerking en de ontwikkelingssamenwerking.
Een fundamenteel aspect van de economische en commerciële samenwerking dat in de eerste Overeenkomst van Lomé is ingevoerd, is de regeling voor handelspreferenties. Volgens deze regeling kunnen industrieproducten en landbouwproducten die geen directe concurrentie voor de onder het gemeenschappelijk landbouwbeleid vallende producten vormen, vrij van douanerechten of kwantitatieve beperkingen in de Unie binnenkomen. Er bestaat geen clausule voor wederzijdsheid van de zijde van de ACS-landen, die uitsluitend verplicht zijn de meestbegunstigingsclausule op de Unie toe te passen en zich te onthouden van discriminatie tussen de verschillende landen van de Unie. Voorts zijn een aantal andere specifieke bepalingen van toepassing op bepaalde producten die voor de economie van verschillende ACS-staten van primordiaal belang zijn zoals bananen, rijst of suiker.
De ontwikkelingssamenwerking wordt geïmplementeerd via een sectoriële aanpak. Die omvat specifieke maatregelen in diverse sectoren zoals gezondheidszorg, onderwijs en milieu.
De belangrijkste financiële en technische instrumenten van het partnerschap zijn het Europees Ontwikkelingsfonds (EOF) en de middelen van de Europese Investeringsbank (EIB), die in diverse vormen worden toegekend, met inbegrip van schenkingen en risicodragend kapitaal.
Door het partnerschap wordt een reële politieke dialoog gecreëerd, die voor de tenuitvoerlegging van het partnerschap moet zorgen. De dialoog is gebaseerd op drie fundamentele instellingen: de Raad van Ministers, het Comité van Ambassadeurs en de Paritaire Vergadering. In het algemeen viel de ondertekening van de overeenkomsten samen met de planning van de Europese ontwikkelingsfondsen (EOF) en was de looptijd ervan ten minste vijf jaar.
Lomé IV, de laatste Overeenkomst van Lomé, is in 1989 ondertekend voor een duur van tien jaar en heeft talrijke belangrijke innovaties geïntroduceerd. De bevordering van de rechten van de mens en het respect voor de democratie zijn sleutelelementen van het partnerschap geworden, en nieuwe doelstellingen zoals de versterking van de positie van vrouwen en de milieubescherming zijn in het ontwikkelingskader geïntegreerd. Ook de gedecentraliseerde samenwerking, dit wil zeggen de inschakeling van andere actoren zoals de civiele samenleving in het ontwikkelingsproces vormt een belangrijke vernieuwing.

### Overeenkomst van Cotonou en van Samoa
Met het nieuwe millennium is een belangrijke wijziging in de ACS-EU betrekkingen tot stand gekomen. De vierde Overeenkomst van Lomé is op 29 februari 2000 verstreken en een nieuwe partnerschapsovereenkomst is op 23 juni 2000 in Cotonou in Benin ondertekend. Deze is op 1 april 2003 van kracht geworden. De overeenkomst introduceert een nieuwe aanpak en vertegenwoordigt een nieuwe fase in het partnerschap, terwijl de belangrijkste partnerschapsinstrumenten (de instellingen, financiële instrumenten enzovoorts) toch behouden blijven. De overeenkomst heeft tot doel de politieke dimensie van het partnerschap te versterken, een nieuwe flexibiliteit te creëren en meer verantwoordelijkheid aan de ACS-staten toe te kennen.
De overeenkomst impliceert grote wijzigingen in het handelsverkeer. Op grond van de Overeenkomst van Cotonou zullen nieuwe met de WTO-regels verenigbare handelsovereenkomsten worden gesloten. Onderhandelingen over nieuwe regionale partnerschapsovereenkomsten zijn in oktober 2003 gestart met de CEMAC (Economische en Monetaire Gemeenschap van Centraal-Afrika) en de UEMOA (Economische en Monetaire Unie van West-Afrika). Het handelsverkeer tussen beide partijen zal bijgevolg worden geliberaliseerd, waardoor een eind komt aan de regeling van niet-wederzijdse handelspreferenties en de ACS-landen volledig aan de internationale handel kunnen deelnemen. Het huidige stelsel blijft evenwel van kracht tijdens de overgangsperiode, dit wil zeggen tot uiterlijk 2008.
In de loop van de jaren zijn talrijke nieuwe ACS-staten tot het partnerschap toegetreden. Thans zijn het er 78. In de Overeenkomst van Cotonou wordt een aparte categorie gevormd door de minst ontwikkelde ACS-staten, die in sommige gevallen een bijzondere behandeling genieten. Er moet op gewezen worden dat Cuba in december 2000 het 79ste lid is geworden van de ACS-groep. Het land is de nieuwe partnerschapsovereenkomst echter nog altijd niet aangegaan. De 79 ACS-staten worden hieronder opgesomd.
Op 15 november werd de opvolger ondertekend, de Overeenkomst van Samoa.

## ACS-staten
Hieronder volgt een lijst van de ACS-staten (met uitzondering van de minst ontwikkelde ACS-staten):
Zuid-Afrika (gedeeltelijk), Antigua en Barbuda, Bahama's, Barbados, Belize, Botswana, Kameroen, Congo-Brazzaville, de Cookeilanden, Ivoorkust, Cuba, Dominica, Dominicaanse Republiek, Fiji, Gabon, Ghana, Grenada, Guyana, Jamaica, Kenia, Marshalleilanden, Mauritius, Micronesia, Namibië, Nauru, Nigeria, Niue, Palau, Papoea-Nieuw-Guinea, Saint Kitts en Nevis, Saint Lucia, Saint Vincent en de Grenadines, Senegal, de Seychellen, Suriname, Swaziland, Tonga, Trinidad en Tobago, Zimbabwe

### De minst ontwikkelde ACS-staten (MOL)
Overeenkomstig bijlage 6 bij de Overeenkomst van Cotonou zijn de volgende staten vastgesteld als Minst Ontwikkelde ACS-staten (MOL):
Angola, Benin, Burkina Faso, Burundi, Kaapverdië, Centraal-Afrikaanse Republiek, Tsjaad, Comoren, Congo-Kinshasa, Djibouti, Ethiopië, Eritrea, Gambia, Guinee, Guinee-Bissau, Equatoriaal-Guinea, Haïti, Kiribati, Lesotho, Liberia, Malawi, Mali, Mauritanië, Madagaskar, Mozambique, Niger, Oost-Timor, Rwanda, Samoa, Sao Tomé en Principe, Sierra Leone, Salomonseilanden, Somalië, Soedan, Tanzania, Tuvalu, Togo, Oeganda, Vanuatu, Zambia.

### Niet aan zee grenzende ACS-staten
Sommige van deze landen zijn bovendien niet aan zee grenzende staten, waarvoor eveneens onder bepaalde voorwaarden specifieke regelingen op grond van de Overeenkomst van Cotonou gelden.
Botswana, Burkina Faso, Burundi, Centraal-Afrikaanse Republiek, Tsjaad, Ethiopië, Lesotho, Malawi, Mali, Niger, Rwanda, Swaziland, Oeganda, Zambia, Zimbabwe.